# Nippo-Vini Fantini-Faizanè
Nippo-Vini Fantini-Faizanè war ein italienisch-japanisches Radsportteam mit Sitz in La Spezia.
Die Mannschaft wurde 2008 unter dem Namen Centri della Calzatura mit einer serbischen Lizenz gegründet und nahm zunächst als UCI Continental Team an den UCI Continental Circuits teil. In den nächsten Jahren fuhr die Mannschaft unter verschiedenen Namen teils mit japanischer, teils mit italienischer Lizenz. Seit 2015 besaß die Mannschaft eine Lizenz als UCI Professional Continental Team. Zu den größten Erfolgen der Mannschaft zählte ein Etappensieg von Damiano Cima beim Giro d’Italia 2019.
Mit Ablauf der Saison 2019 stellte das Team seine Aktivität ein. Nach einer Reform des Straßenradsports erschien es nicht mehr möglich, mit demselben Budget die Mannschaft weiter zu betreiben. In den verschiedenen Saisons erzielte das Team insgesamt 57 Siege. Es war in keinen Dopingfall verwickelt. 
Der letzte Hauptsponsor Nippo unterstützte 2020 die französische Formation Nippo Delko Provence und 2021 das UCI World Team EF Education-Nippo sowie als Farmteam Team NIPPO-Provence-PTS Conti.

## Saison 2019

### Erfolge in der UCI WorldTour
In den Rennen der Saison 2019 der UCI WorldTour gelangen die nachstehenden Erfolge.
| Datum   | Rennen                   | Sieger       |
| ------- | ------------------------ | ------------ |
| 30. Mai | 18. Etappe Giro d’Italia | Damiano Cima |

### Erfolge in der UCI America Tour
In den Rennen der Saison 2019 der UCI America Tour gelangen die nachstehenden Erfolge.
| Datum      | Rennen                 | Kat. | Sieger       |
| ---------- | ---------------------- | ---- | ------------ |
| 16. August | 4. Etappe Tour of Utah | 2.HC | Marco Canola |

### Erfolge in der UCI Asia Tour
In den Rennen der Saison 2019 der UCI Asia Tour gelangen die nachstehenden Erfolge.
| Datum           | Rennen                         | Kat. | Sieger           |
| --------------- | ------------------------------ | ---- | ---------------- |
| 21. März        | 5. Etappe Tour de Taiwan       | 2.1  | Giovanni Lonardi |
| 1. April        | 1. Etappe Tour of Thailand     | 2.1  | Giovanni Lonardi |
| 12.–16. Juni    | Gesamtwertung Tour de Korea    | 2.1  | Filippo Zaccanti |
| 6. September    | 1. Etappe Tour de Hokkaidō     | 2.2  | Filippo Zaccanti |
| 6.–8. September | Gesamtwertung Tour de Hokkaidō | 2.2  | Filippo Zaccanti |

### Mannschaft
| Teamkader 2019                            | Teamkader 2019     | Teamkader 2019 | Teamkader 2019                             |
| Name                                      | Geburtsdatum       | Land           | Vorheriges Team                            |
| ----------------------------------------- | ------------------ | -------------- | ------------------------------------------ |
| Rubén Acosta                              | 20. August 1996    | Kolumbien      | Bicicletas Strongman Coldeportes (2018)    |
| Nicola Bagioli                            | 19. Februar 1995   | Italien        | Zalf Euromobil Désirée Fior (2016)         |
| Joan Bou                                  | 16. Januar 1997    | Spanien        | Polartec-Fundación Alberto Contador (2017) |
| Marco Canola                              | 26. Dezember 1988  | Italien        | UnitedHealthcare (2016)                    |
| Imerio Cima                               | 29. Oktober 1997   | Italien        | Viris Maserati-Sisal Matchpoint (2017)     |
| Damiano Cima                              | 13. September 1993 | Italien        | Viris Maserati-Sisal Matchpoint (2017)     |
| Sho Hatsuyama                             | 17. August 1988    | Japan          | Bridgestone Anchor (2017)                  |
| Masakazu Itō                              | 12. Juni 1988      | Japan          | Aisan Racing Team (2016)                   |
| Juan José Lobato                          | 30. Dezember 1988  | Spanien        | LottoNL-Jumbo (2017)                       |
| Giovanni Lonardi                          | 9. November 1996   | Italien        | General Store Bottoli Zardini (2018)       |
| Moreno Moser (1. Jan.–10. Mai)            | 25. Dezember 1990  | Italien        | Astana (2018)                              |
| Hideto Nakane                             | 2. Mai 1990        | Japan          | Aisan Racing Team (2016)                   |
| Hiroki Nishimura                          | 20. Oktober 1994   | Japan          | Shimano Racing Team (2017)                 |
| Alejandro Osorio                          | 28. Mai 1998       | Kolumbien      | GW Shimano (2018)                          |
| Ivan Santaromita                          | 30. April 1984     | Italien        | Skydive Dubai-Al Ahli Club (2016)          |
| Hayato Yoshida                            | 19. Mai 1989       | Japan          | Matrix Powertag (2017)                     |
| Filippo Zaccanti                          | 12. September 1995 | Italien        | Colpack (2017)                             |
|                                           |                    |                |                                            |
| Quellen: ProCyclingStats Cycling Quotient |                    |                |                                            |

## Saison 2018

### Erfolge in der UCI Asia Tour
In den Rennen der Saison 2018 der UCI Asia Tour gelangen die nachstehenden Erfolge.
| Datum           | Rennen                         | Kat. | Sieger               |
| --------------- | ------------------------------ | ---- | -------------------- |
| 24. Juli        | 3. Etappe Tour of Qinghai Lake | 2.HC | Eduard-Michael Grosu |
| 28. Juli        | 7. Etappe Tour of Qinghai Lake | 2.HC | Eduard-Michael Grosu |
| 29. Juli        | 8. Etappe Tour of Qinghai Lake | 2.HC | Eduard-Michael Grosu |
| 3. September    | 1. Etappe Tour of Xingtai      | 2.2  | Damiano Cima         |
| 3.–5. September | Gesamtwertung Tour of Xingtai  | 2.2  | Damiano Cima         |
| 13. September   | 6. Etappe Tour of China I      | 2.1  | Damiano Cima         |
| 11. November    | Tour de Okinawa                | 1.2  | Alan Marangoni       |

### Erfolge in der UCI Europe Tour
In den Rennen der Saison 2018 der UCI Europe Tour gelangen die nachstehenden Erfolge.
| Datum         | Rennen                       | Kat. | Sieger               |
| ------------- | ---------------------------- | ---- | -------------------- |
| 18. April     | 2. Etappe Kroatien-Rundfahrt | 2.HC | Eduard-Michael Grosu |
| 20. September | Coppa Sabatini               | 1.1  | Juan José Lobato     |

### Erfolge bei den Nationalen Straßen-Radsportmeisterschaften
In den Rennen zu den Nationalen Straßen-Radsportmeisterschaften 2018 gelangen die nachstehenden Erfolge.
| Datum    | Rennen                                      | Sieger               |
| -------- | ------------------------------------------- | -------------------- |
| 22. Juni | Rumänische Meisterschaft – Einzelzeitfahren | Eduard-Michael Grosu |
| 24. Juni | Rumänische Meisterschaft – Straßenrennen    | Eduard-Michael Grosu |

### Mannschaft
| Teamkader 2018                            | Teamkader 2018     | Teamkader 2018 | Teamkader 2018                             |
| Name                                      | Geburtsdatum       | Land           | Vorheriges Team                            |
| ----------------------------------------- | ------------------ | -------------- | ------------------------------------------ |
| Nicola Bagioli                            | 19. Februar 1995   | Italien        | Zalf Euromobil Désirée Fior (2016)         |
| Joan Bou                                  | 16. Januar 1997    | Spanien        | Polartec-Fundación Alberto Contador (2017) |
| Marco Canola                              | 26. Dezember 1988  | Italien        | UnitedHealthcare (2016)                    |
| Imerio Cima                               | 29. Oktober 1997   | Italien        | Viris Maserati-Sisal Matchpoint (2017)     |
| Damiano Cima                              | 13. September 1993 | Italien        | Viris Maserati-Sisal Matchpoint (2017)     |
| Damiano Cunego                            | 19. September 1981 | Italien        | Lampre-Merida (2014)                       |
| Eduard-Michael Grosu                      | 4. September 1992  | Rumänien       |                                            |
| Sho Hatsuyama                             | 17. August 1988    | Japan          | Bridgestone Anchor (2017)                  |
| Masakazu Itō                              | 12. Juni 1988      | Japan          | Aisan Racing Team (2016)                   |
| Marino Kobayashi                          | 1. Juli 1994       | Japan          |                                            |
| Alan Marangoni                            | 16. Juli 1984      | Italien        | Cannondale-Drapac (2016)                   |
| Hideto Nakane                             | 2. Mai 1990        | Japan          | Aisan Racing Team (2016)                   |
| Hiroki Nishimura                          | 20. Oktober 1994   | Japan          | Shimano Racing Team (2017)                 |
| Simone Ponzi                              | 17. Januar 1987    | Italien        | CCC Sprandi Polkowice (2017)               |
| Ivan Santaromita                          | 30. April 1984     | Italien        | Skydive Dubai-Al Ahli Club (2016)          |
| Marco Tizza                               | 6. Februar 1992    | Italien        | GM Europa Ovini (2017)                     |
| Kōhei Uchima                              | 8. November 1988   | Japan          | Bridgestone Anchor (2016)                  |
| Hayato Yoshida                            | 19. Mai 1989       | Japan          | Matrix Powertag (2017)                     |
| Filippo Zaccanti                          | 12. September 1995 | Italien        | Colpack (2017)                             |
| Juan José Lobato (21. Feb.–31. Dez.)      | 30. Dezember 1988  | Spanien        | LottoNL-Jumbo (2017)                       |
|                                           |                    |                |                                            |
| Quellen: ProCyclingStats Cycling Quotient |                    |                |                                            |

## Saison 2017

### Erfolge in der UCI America Tour
In den Rennen der Saison 2017 der UCI America Tour gelangen die nachstehenden Erfolge.
| Datum     | Rennen                 | Kat. | Sieger       |
| --------- | ---------------------- | ---- | ------------ |
| 6. August | 7. Etappe Tour of Utah | 2.HC | Marco Canola |

### Erfolge in der UCI Asia Tour
In den Rennen der Saison 2017 der UCI Asia Tour gelangen die nachstehenden Erfolge.
| Datum       | Rennen                          | Kat. | Sieger         |
| ----------- | ------------------------------- | ---- | -------------- |
| 22. Mai     | 2. Etappe Japan-Rundfahrt       | 2.1  | Marco Canola   |
| 23. Mai     | 3. Etappe Japan-Rundfahrt       | 2.1  | Marco Canola   |
| 25. Mai     | 5. Etappe Japan-Rundfahrt       | 2.1  | Marco Canola   |
| 21. Juli    | 6. Etappe Tour of Qinghai Lake  | 2.HC | Damiano Cunego |
| 28. Juli    | 12. Etappe Tour of Qinghai Lake | 2.HC | Nicolas Marini |
| 11. Oktober | 1. Etappe Tour of Taihu Lake    | 2.1  | Nicolas Marini |
| 22. Oktober | Japan Cup                       | 1.HC | Marco Canola   |

### Erfolge in der UCI Europe Tour
In den Rennen der Saison 2017 der UCI Europe Tour gelangen die nachstehenden Erfolge.
| Datum    | Rennen                | Kat. | Sieger       |
| -------- | --------------------- | ---- | ------------ |
| 1. April | Volta Limburg Classic | 1.1  | Marco Canola |
| 7. Mai   | GP Lugano             | 1.HC | Iuri Filosi  |

### Erfolge bei den Nationalen Straßen-Radsportmeisterschaften
In den Rennen zu den Nationalen Straßen-Radsportmeisterschaften 2017 gelangen die nachstehenden Erfolge.
| Datum    | Rennen                                      | Sieger               |
| -------- | ------------------------------------------- | -------------------- |
| 25. Juni | Rumänische Meisterschaft – Einzelzeitfahren | Eduard-Michael Grosu |

### Zugänge – Abgänge
| Zugänge          | Team 2016                                  | Abgänge            | Team 2017      |
| ---------------- | ------------------------------------------ | ------------------ | -------------- |
| Julián Arredondo | Trek-Segafredo                             | Grega Bole         | Bahrain-Merida |
| Nicola Bagioli   | Zalf Euromobil Désirée Fior                | Daniele Colli      |                |
| Marco Canola     | UnitedHealthcare Professional Cycling Team | Manabu Ishibashi   |                |
| Masakazu Itō     | Aisan Racing Team                          | Antonio Nibali     | Bahrain-Merida |
| Marino Kobayashi | Kuota-Construcciones Paulino               | Antonio Viola      | Karriereende   |
| Alan Marangoni   | Cannondale Pro Cycling Team                | Genki Yamamoto     | Kinan          |
| Hideto Nakane    | Aisan Racing Team                          | Gianfranco Zilioli |                |
| Ivan Santaromita | Skydive Dubai-Al Ahli Club                 |                    |                |
| Kōhei Uchima     | Bridgestone Anchor Cycling Team            |                    |                |

### Mannschaft
| Teamkader 2017                                             | Teamkader 2017     | Teamkader 2017 | Teamkader 2017                             |
| Name                                                       | Geburtsdatum       | Land           | Vorheriges Team                            |
| ---------------------------------------------------------- | ------------------ | -------------- | ------------------------------------------ |
| Julián Arredondo                                           | 30. Juli 1988      | Kolumbien      | Trek-Segafredo (2016)                      |
| Nicola Bagioli                                             | 19. Februar 1995   | Italien        | Zalf Euromobil Désirée Fior (2016)         |
| Giacomo Berlato                                            | 5. Februar 1992    | Italien        | Zalf Euromobil Désirée Fior (2014)         |
| Alessandro Bisolti                                         | 7. März 1985       | Italien        | Idea (2012)                                |
| Marco Canola                                               | 26. Dezember 1988  | Italien        | UnitedHealthcare (2016)                    |
| Damiano Cunego                                             | 19. September 1981 | Italien        | Lampre-Merida (2014)                       |
| Pierpaolo De Negri                                         | 5. Juni 1986       | Italien        | Vini Fantini-Selle Italia (2013)           |
| Iuri Filosi                                                | 17. Januar 1992    | Italien        | Colpack (2014)                             |
| Eduard-Michael Grosu                                       | 4. September 1992  | Rumänien       |                                            |
| Masakazu Itō                                               | 12. Juni 1988      | Japan          | Aisan Racing Team (2016)                   |
| Marino Kobayashi                                           | 1. Juli 1994       | Japan          |                                            |
| Yūma Koishi                                                | 15. September 1993 | Japan          | CCT-Champion System (2015)                 |
| Kazushige Kuboki                                           | 6. Juni 1989       | Japan          | Team Ukyo (2015)                           |
| Alan Marangoni                                             | 16. Juli 1984      | Italien        | Cannondale-Drapac (2016)                   |
| Nicolas Marini                                             | 29. Juli 1993      | Italien        | Zalf Euromobil Désirée Fior (2014)         |
| Hideto Nakane                                              | 2. Mai 1990        | Japan          | Aisan Racing Team (2016)                   |
| Ivan Santaromita                                           | 30. April 1984     | Italien        | Skydive Dubai-Al Ahli Club (2016)          |
| Riccardo Stacchiotti                                       | 8. November 1991   | Italien        |                                            |
| Kōhei Uchima                                               | 8. November 1988   | Japan          | Bridgestone Anchor (2016)                  |
| Joan Bou (1. Jul.–31. Dez., Stagiaire)                     | 16. Januar 1997    | Spanien        | Polartec-Fundación Alberto Contador (2017) |
| Damiano Cima (1. Aug.–31. Dez., Stagiaire)                 | 13. September 1993 | Italien        | Viris Maserati-Sisal Matchpoint (2017)     |
| Hiroki Nishimura (28. Jul.–31. Dez., Stagiaire)            | 20. Oktober 1994   | Japan          | Shimano Racing Team (2017)                 |
|                                                            |                    |                |                                            |
| Quellen: ProCyclingStats Cycling Quotient Cycling Archives |                    |                |                                            |

## Platzierungen in UCI-Ranglisten
UCI Africa Tour
| Saison    | Mannschaftswertung | Fahrerwertung           |
| --------- | ------------------ | ----------------------- |
| 2009-2010 | -                  | -                       |
| 2011      | 13.                | Bernardo Riccio (79.)   |
| 2012      | -                  | -                       |
| 2013      | 13.                | Fortunato Baliani (76.) |
| 2014      | 20.                | Willie Smit (102.)      |

UCI America Tour
| Saison    | Mannschaftswertung | Fahrerwertung              |
| --------- | ------------------ | -------------------------- |
| 2009-2010 | -                  | -                          |
| 2011      | 14.                | Miguel Ángel Rubiano (72.) |
| 2012      | 5.                 | Maximiliano Richeze (2.)   |
| 2013-2014 | -                  | -                          |
| 2015      | 44.                | Nicolas Marini (336.)      |
| 2016      | 47.                | Damiano Cunego (441.)      |
| 2017      | 30.                | Marco Canola (96.)         |
| 2018      | 42.                | Ivan Santaromita (413.)    |

UCI Asia Tour
| Saison    | Mannschaftswertung | Fahrerwertung              |
| --------- | ------------------ | -------------------------- |
| 2009-2010 | -                  | -                          |
| 2011      | 10.                | Miguel Ángel Rubiano (34.) |
| 2012      | 4.                 | Maximiliano Richeze (9.)   |
| 2013      | 2.                 | Julián Arredondo (1.)      |
| 2014      | 8.                 | Grega Bole (7.)            |
| 2015      | 4.                 | Nicolas Marini (12.)       |
| 2016      | 6.                 | Grega Bole (54.)           |
| 2017      | 5.                 | Marco Canola (6.)          |
| 2018      | 9.                 | Hideto Nakane (21.)        |

UCI Europe Tour
| Saison | Mannschaftswertung | Fahrerwertung              |
| ------ | ------------------ | -------------------------- |
| 2009   | 12.                | Daniele Callegarin (21.)   |
| 2010   | 56.                | Luca Ascani (250.)         |
| 2011   | 17.                | Fortunato Baliani (28.)    |
| 2012   | 59.                | Maximiliano Richeze (82.)  |
| 2013   | 70.                | Leonardo Pinizzotto (271.) |
| 2014   | 24.                | Grega Bole (19.)           |
| 2015   | 41.                | Damiano Cunego (74.)       |
| 2016   | 29.                | Grega Bole (81.)           |
| 2017   | 13.                | Marco Canola (13.)         |
| 2018   | 9.                 | Marco Canola (21.)         |
| 2019   | 24.                | Damiano Cima (246.)        |

UCI Oceania Tour
| Saison    | Mannschaftswertung | Fahrerwertung         |
| --------- | ------------------ | --------------------- |
| 2009-2015 | -                  | -                     |
| 2016      | 11.                | Damiano Cunego (102.) |